# 124 Алкеста
124 Алкеста (124 Alkeste) — астероїд головного поясу, відкритий 23 серпня 1872 року.